# 島田荘司推理小説賞
島田荘司推理小説賞（しまだそうじすいりしょうせつしょう）は、2008年に台湾で募集が開始された推理小説を対象とする文学賞。
日本の推理作家・島田荘司の協力を得て台湾の出版社・皇冠文化出版が主催し、日本の文藝春秋、中国の当代世界出版社・青馬文化有限公司、タイの南美出版社の協賛で開始された。
2011年の第2回では、協賛する中国の出版社は訳林出版社、北京鳳凰雪漫文化有限公司となり、新たにイタリアの出版社Metropoli d'Asia S.r.l.とマレーシアの出版社Integra Majujayaも協力している。
受賞作は台湾だけでなく中国・日本・タイ・イタリアおよびマレーシア（英訳）で刊行される（第1回は台湾・中国・日本・タイ）。
第4回以降は金車教育基金会が主催団体となり、第4回は金車の商品名を冠した「噶瑪蘭・島田莊司推理小說獎」（カバラン・島田荘司推理小説賞）、第5回からは「金車・島田莊司推理小說獎」として開催されている。

## 概要
島田荘司の「本格」の定義に合致する未発表の長編推理小説を募集している。字数は8万～15万字。応募者の国籍や居住地は問わないが、中国語での創作であることが求められる。賞金はないが、規定の印税が支払われる。最終選考まで残った応募者には楯、それ以外の1次選考通過者には賞状が贈られる。
主催する出版社が1次選考で10作品を選出し、2次選考では台湾のミステリ評論家詹宏志（zh）や景翔らが3作品を選出する。最終選考は島田荘司本人が行い、受賞作を決定する。
作品の刊行
- 受賞作 - 台湾（3000部以上）・中国（2万部以上(（第2回は1万5千部））・日本・タイで刊行（第2回以降はイタリアおよびマレーシア（英訳）でも刊行）
- その他の最終候補作 - 台湾（3000部以上）・中国（2万部以上（第2回は1万5千部））で刊行
- 最終選考まで残らなくても、優秀作は『皇冠雜誌』に掲載される場合がある。その場合は雑誌の既定の原稿料が支払われる。

## 第1回（2009年）
第1回の応募は2009年2月28日必着。授賞式は2009年9月4日に行われた。
58作品のうち10作品が1次選考を通過した。島田荘司による受賞作・最終候補作の選評は『オール讀物』2009年11月号に掲載されている。
受賞作
- 寵物先生 - 虛擬街頭漂流記 （日本語訳：寵物先生（ミスターペッツ）『虚擬街頭漂流記』文藝春秋、2010年4月、ISBN 9784163289601）

最終候補作
- 林斯諺 - 冰鏡莊殺人事件
- 不藍燈（白一平） - 快遞幸福不是我的工作（幸せ宅急便はぼくの仕事じゃない[4]）

1次選考通過作
- Azure - 印加古墓之謎 （インカ古墓の謎）
- 江暁雯 - 謀殺紅樓夢 （紅樓夢殺人事件）
- 王山而 - 心術
- 陳嘉振 - 不實的真相 （不実の真相）
- 烏奴奴（zh）、夏佩爾（zh） - 獵頭矮靈
- 譚剣（zh） - 輪迴家族
- 黄顕庭 - 夢之沙漏 （夢の砂時計）

- 王稼駿 - 魔幻人生　※規定違反により取消

## 第2回（2011年）
第2回の応募締切は2011年2月28日。授賞式は2011年9月9日に行われた。
65作品のうち9作品が1次選考を通過した。島田荘司による受賞作の選評は『オール讀物』2012年6月号および受賞作『世界を売った男』の巻末に掲載されている。
受賞作
- 陳浩基（香港） - 遺忘・刑警 （日本語訳：陳浩基（サイモン・チェン）『世界を売った男』文藝春秋、2012年6月、ISBN 9784163814506）

最終候補作
- 冷言（台湾） - 反向演化
- 陳嘉振（台湾） - 設計殺人

1次選考通過作
- 林斯諺（台湾） - 無名之女 （無名の女）
- 連環（中国） - 結界之徑 （結界の徑）
- 江成（中国） - 再見，雪國 （バイバイ、雪国）
- 王稼駿（中国） - 簒改
- 雷鈞（中国） - 妙計
- 文善（カナダ） - 客西馬尼

## 第3回（2013年）
第3回の応募締切は2013年2月28日。授賞式は2013年9月6日に行われた。
33作品のうち8作品が1次選考を通過した。
受賞作
- 胡傑（台湾） - 我是漫畫大王（日本語訳：胡傑『ぼくは漫画大王』文藝春秋、2016年5月、ISBN 9784163904634）
- 文善（カナダ） - 逆向誘拐

最終候補作
- 雷鈞（中国） - 見鬼的愛情 （幽霊に恋をしました[4]）

1次選考通過作
- 錦灰（中国） - 無雙
- 王稼駿（中国） - 熱望的人 （熱望の人）
- 林斯諺（台湾）－ 馬雅任務
- 貝爾夫人（台湾） - 雙重犯罪 血紅之塔
- 冷言（台湾） - 輻射人

## 第4回（2015年）
第4回の応募締切は2014年12月31日。授賞式は2015年9月19日に行われた。
41作品のうち7作品が1次選考を通過した。
受賞作
- 雷鈞（中国） - 黃

最終候補作
- 薛西斯（台湾） - H.A.
- 提子墨（カナダ） - 熱層之密室 （熱圏の密室[6]）

1次選考通過作
- 顧日凡（香港） - 槴子花殺人事件
- 耿偵詞（台湾） - 詹典神探探案系列―「大亞集團命案」
- 游善鈞（台湾） - 神的載體 （神の乗り物[6]）
- 王稼駿（中国） - 阿爾法的迷宮 （アルファの迷宮[6]）

## 第5回（2017年）
第5回の応募締切は2016年12月31日。授賞式は2017年9月23日に行われた。
43作品のうち7作品が1次選考を通過した。
受賞作
- 黑貓C（香港） - 歐幾里得空間的殺人魔（ユークリッド空間の殺人鬼[7]）

最終候補作
- 弋蘭（台湾） - 誰是兇手（犯人は誰だ？[7]）
- 青稞（中国） - 巴別塔之夢 （バベルの塔の夢[7]）

1次選考通過作
- 有馬二（香港） - 溯迴之魔女
- 游善鈞（台湾） - The Fake Full Moon
- 王稼駿（中国） - 再見，安息島
- 馬洪湉（中国） - 物候期

## 関連書籍・雑誌
- オール讀物 2009年11月号（文藝春秋、2009年10月）
  - 島田荘司「いま、アジアのミステリーに何が起きているのか」（受賞作・最終候補作の選評含む）
- ミステリーズ! vol.37 OCTOBER 2009（東京創元社、2009年10月）
  - 第1回島田荘司推理小説賞レポート
- 本格ミステリー・ワールド2010（南雲堂、2009年12月）
  - 第一回島田荘司推理小説賞授賞式レポート - 冬陽（台湾推理作家協会）
  - 受賞のことばと2009年台湾ミステリーの発展 - 寵物先生（ミスターペッツ）